# ハンドボールモンテネグロ代表
ハンドボールモンテネグロ代表は、モンテネグロハンドボール連盟（RSCG）によって編成される、モンテネグロのハンドボールナショナルチーム。欧州ハンドボール連盟（EHF）に所属する。

## 成績

### 世界選手権
| 開催年 | 結果     | 予選リーグ                   |
| ------ | -------- | ---------------------------- |
| 2009年 | 予選敗退 | 予選敗退                     |
| 2011年 | 予選敗退 | 予選敗退                     |
| 2013年 | 22位     | 予選リーグ敗退 (グループ6位) |
| 2015年 | 予選敗退 | 予選敗退                     |
| 2017年 | 予選敗退 | 予選敗退                     |

### 欧州選手権
赤字は最下位。
| 開催年 | 結果   | 予選リーグ                    |
| ------ | ------ | ----------------------------- |
| 2008年 | 12位   | 2次ラウンド敗退 (グループ6位) |
| 2010年 | 不参加 | 不参加                        |
| 2012年 | 不参加 | 不参加                        |
| 2014年 | 16位   | 1次ラウンド敗退 (グループ4位) |
| 2016年 | 16位   | 1次ラウンド敗退 (グループ4位) |
| 2018年 | 16位   | 1次ラウンド敗退 (グループ4位) |